# Prawo pierwszej nocy
Niektóre z zamieszczonych tu informacji wymagają weryfikacji.
Dokładniejsze informacje o tym, co należy poprawić, być może znajdują się w dyskusji tego artykułu.
 Po wyeliminowaniu niedoskonałości należy usunąć szablon [[Szablon:Dopracować|]] z tego artykułu.

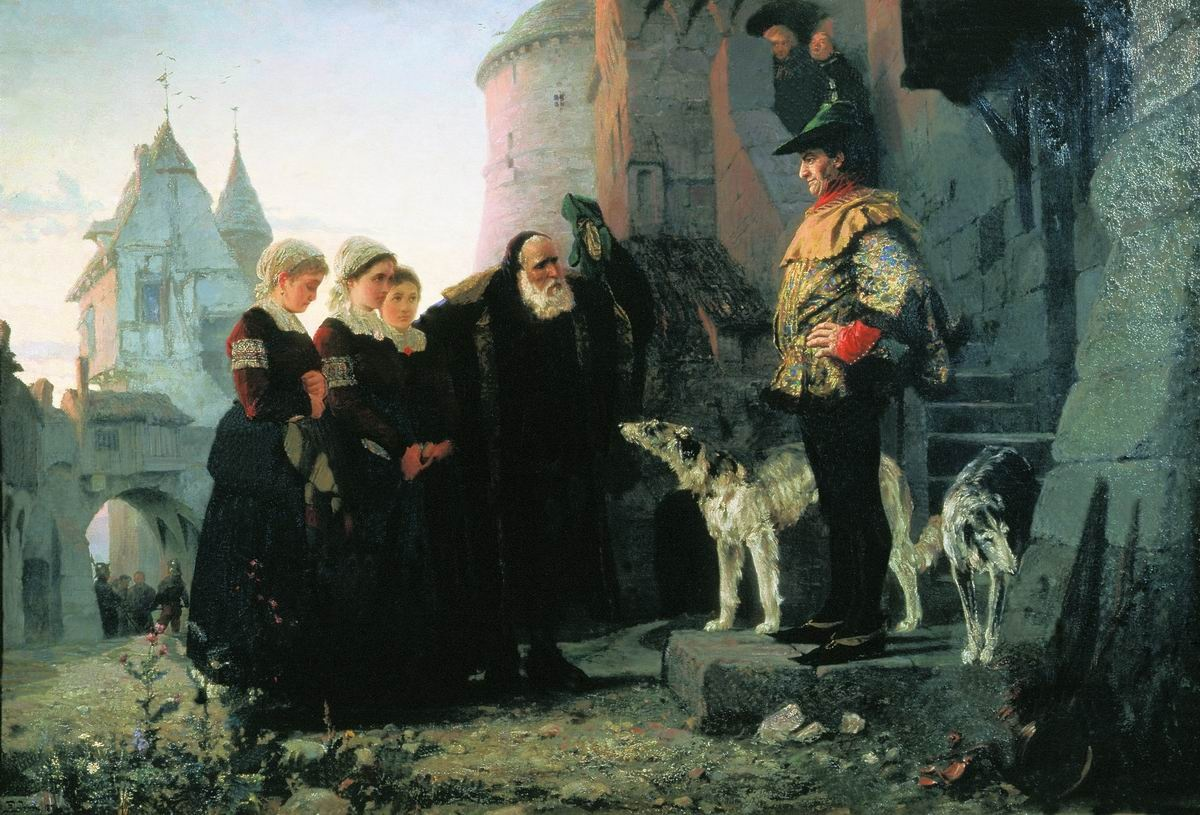
Wasilij Polenow: Le droit du Seigneur (1874) – starzec przyprowadza swoje młode córki do pana feudalnego

Prawo pierwszej nocy (łac. ius primae noctis) – prawo mężczyzny o wysokiej randze społecznej, rodzinnej lub religijnej do zdeflorowania świeżo poślubionej żony każdego z wprost mu podległych czy zależnych mężczyzn.

## Recepcja
Zwyczaj ten opisany został m.in. przez Herodota jako obyczaj ludów Afryki. Prawo to formalnie do niedawna obowiązywało na wyspie Sark, choć od dawna było już niestosowane. W kontekście europejskim wielu historyków uważa prawo pierwszej nocy za legendę miejską

### Feudalizm
Najczęściej to prawo pana feudalnego do spędzenia pierwszej nocy ze świeżo poślubioną żoną każdego ze swych poddanych i zdeflorowania jej.
W Europie funkcjonował w okresie średniowiecza jedynie w niektórych regionach Francji i Włoch i to przez krótki czas. Niemal wszystkie informacje na ten temat pochodzą ze źródeł mówiących o wykupywanych przez wasali zobowiązaniach, celem uniknięcia wyegzekwowania tego prawa. Było ono jednym z uprawnień pana feudalnego w stosunku do poddanych, stanowiących jego źródło dochodu związane z nadzwyczajnymi wydarzeniami. Podobnie jak prawo do wyboru narzeczonej dla swego wasala, stanowiło rodzaj podatku. W niektórych rejonach, gdzie to prawo stosowano, zostało ono zastąpione „transakcją”, polegającą na tym, że pan feudalny w zamian za zgodę na spędzenie nocy poślubnej z żoną poddanego pozwalał mu na upolowanie jednego lub kilku jeleni ze swego lasu. Zwyczaj ten szybko wyszedł z użycia, ponieważ mężowie zgadzający się na taką „transakcję” nie cieszyli się szacunkiem w swoim otoczeniu (jedyny ślad to nazywanie zdradzanego męża „rogaczem”).

### Judaizm
Dziewictwo panny młodej było w judaizmie szczególną wartością. Było na tyle ważne, że Miszna stwierdza, że śluby zawierano w środy, by – w razie, gdyby okazało się w czasie nocy poślubnej, że panna młoda nie była dziewicą – pan młody mógł złożyć pozew do sądu zwanego bet din, który zasiadał regularnie w czwartki (Ketubot 1,1). Przyjął się jednak zwyczaj zawierania ślubu we wtorek, by zapobiec wyegzekwowaniu przez miejscowego władcę prawa pierwszej nocy.

### Hinduizm
Max Weber podaje, że niekiedy praktykowano ten zwyczaj we wspólnocie gokulastha gosainów, potomków Gokul Natha z linii sukcesji Wallabhy. Świadczą o tym dokumenty z procesu sądowego, który odbył się w 1862 w Bombaju. Gosainowie dokonywali takiego świętego zespolenia w obecności członków gminy religijnej z nowo poślubionymi członkiniami wspólnoty.